# Vorder Freudenthal
Vorder Freudenthal war ein Ort im Kreis Heiligenbeil in Ostpreußen. Seine Ortsstelle befindet sich heute im Munizipalkreis Rajon Bagrationowsk (Stadtkreis Preußisch Eylau) in der Oblast Kaliningrad (Gebiet Königsberg (Preußen)) Russlands.

## Geographische Lage
Die Ortsstelle Vorder Freudenthals liegt wenige hundert Meter nördlich der Staatsgrenze Russlands zur polnischen Woiwodschaft Ermland-Masuren (südliches Ostpreußen) im Südwesten der Oblast Kaliningrad. Bis zur früheren Kreisstadt Heiligenbeil (russisch Mamonowo) sind es zwölf Kilometer in westlicher Richtung, während die heutige Rajonshauptstadt Bagrationowsk (deutsch Preußisch Eylau) 33 Kilometer in östlicher Richtung entfernt liegt.

## Geschichte
Über die Gründung von Vorder Freudenthal liegen keine Belege vor. Der Ort wird als kleiner Hof beschrieben. Für den 1. Januar 1883 wurde offiziell der „Abbau Vorder Freudenthal“ in der Landgemeinde Preußisch Bahnau (russisch Selenodolskoje) als zum Amtsbezirk Deutsch Thierau (russisch Iwanzowo) im ostpreußischen Kreis Heiligenbeil zugehörig genannt. Am 1. Januar 1908 wird der „Ortsteil Vorder Freudenthal“ in der Landgemeinde Preußisch Bahnau erwähnt. Neun Einwohner hat der Hof Vorder Freudenthal in dieser Zeit gezählt.
Im Frühjahr 1928 wurde Vorder Freudenthal von Preußisch Bahnau nach Freudenthal umgegliedert.
Im Jahre 1945 wurde das gesamte nördliche Ostpreußen in Kriegsfolge an die Sowjetunion abgetreten. Betroffen davon war eben auch Vorder Freudenthal. Die Lage im Grenzgebiet zu Polen war wohl die Ursache, das der Ort nicht wieder besiedelt wurde. Er gilt seither als untergegangen. Seine Ortsstelle liegt im Rajon Bagrationowsk (Stadtkreis Preußisch Eylau) in der russischen Oblast Kaliningrad (Gebiet Königsberg (Preußen)).

## Religion
Vorder Freudenthal gehörte bis 1945 zum  Kirchspiel der evangelischen Kirche Deutsch Thierau (russisch Iwanzowo) in der Kirchenprovinz Ostpreußen der Kirche der Altpreußischen Union.

## Verkehr
Vorder Freudenthal liegt am einer Nebenstraße, die noch heute von Kornewo (Zinten) nach Pogranitschny (Hermsdorf) führt und früher über Freudenthal nach Deutsch Thierau verlief, und jetzt als Landweg im Grenzgebiet nahe der Grenzübergangsstelle Mamonowo II/Grzechotki (Heiligenbeil/Rehfeld) endet.